# Società di servizio sociale missionario
La Società di Servizio Sociale Missionario (in origine Assistenti Sociali Missionarie) è una società di vita apostolica femminile di diritto pontificio.

## Storia

Ernesto Ruffini, fondatore della società

La società fu fondata nel 1946 a Palermo dal cardinale Ernesto Ruffini: le sodali, dette "volontarie della carità", svolgevano il loro apostolato di assistenza sociale in mezzo alle famiglie bisognose.
Appartengono alla società sia assistenti sociali (laureate o diplomate), sia ausiliarie sociali (senza titolo di studio) che collaborano con le prime nei vari settori di apostolato.
La compagnia fu canonicamente eretta in istituto secolare di diritto diocesano il 25 marzo 1954 (in questa occasione, le associate presero il nome di "Assistenti Sociali Missionarie"); l'istituto divenne di diritto pontificio il 31 maggio 1965 e nel 1966 la Santa Sede approvò la sua trasformazione in società di vita comune.

## Attività e diffusione
Le sorelle lavorano in scuole, centri sociali, centri medico-psico-pedagogici, strutture per anziani ed enti pubblici; dirigono anche scuole di servizio sociale.
Oltre che in Italia, le suore sono presenti in Argentina e in Spagna; la sede generalizia è a Roma.
Alla fine del 2011 la società contava 55 membri in 10 case.